# Mestcel

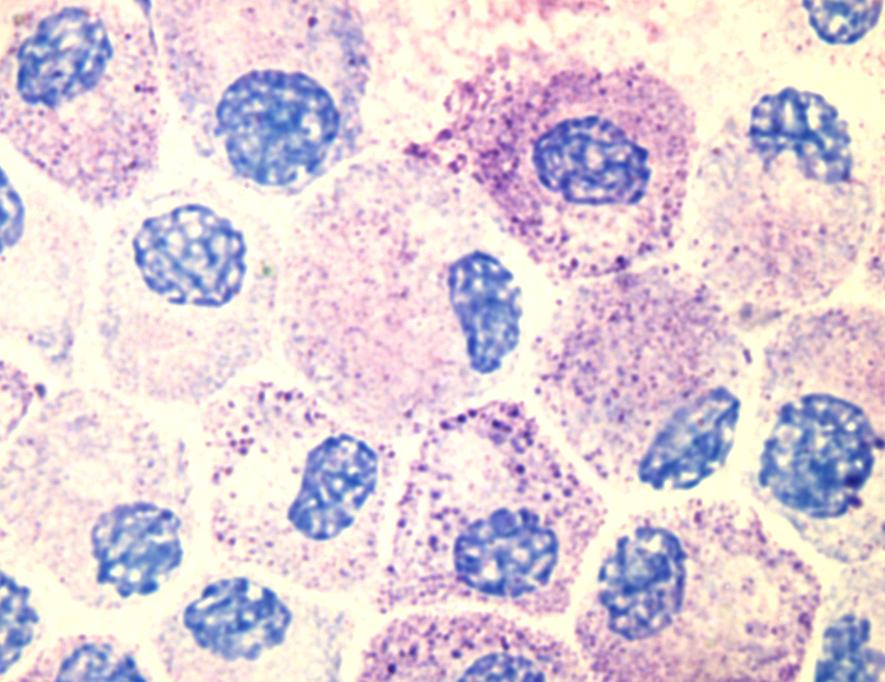
Mestcellen in de huid

Mestcellen of mastocyten zijn gespecialiseerde cellen die zich bevinden in weefsels die in contact staan met de buitenwereld. Ze spelen een rol bij de immuunrespons. Ze werden eerst beschreven door Paul Ehrlich in 1878 vanwege hun kleuringseigenschappen en grote korrels (granula) in het cytoplasma.

## Geschiedenis
De korrels deden Ehrlich geloven dat zij het omliggende weefsel voedden en hij noemde ze "Mastzellen" (Duits voor mestcellen). 'Mest' werd door Ehrlich niet bedoeld als uitwerpselen maar als in 'vetmesten', de cellen bevatten grote hoeveelheden 'opgespaarde' korrels. Lang was de algemene opvatting dat deze cellen vrij onbelangrijk zijn. In de jaren 1990 beklemtoonde de Nobelprijswinnares Rita Levi-Montalcini het biologische belang van deze cellen bij vele ontstekingen, en ontdekte tevens het lichaamseigen molecuul palmitoylethanolamide, dat een natuurlijke rem is voor overmatig actieve mestcellen.

## Werking
Mestcellen maken deel uit van het immuunsysteem, waarbij ze, omdat ze met een grote affiniteit antigeen-specifieke IgE antilichamen op hun celmembraan kunnen binden, zich kunnen binden met antigenen of allergenen die het lichaam binnenkomen. Dat kan bijvoorbeeld via de longen (astma) of via de slijmvliezen (hooikoorts) of door injectie (allergische reactie op insectensteek) of soms door de mond (type I voedselallergie).
Als een antigeen door meer dan 1 IgE molecuul wordt 'gepakt' (dit heet cross-linken) vindt degranulatie plaats: de granula (hierboven korrels genoemd), die eigenlijk pakketjes met mediatoren zijn, migreren naar de celmembraan en storten hun inhoud door exocytose buiten de cel uit, waarbij stoffen zoals histamine vrijkomen en lokaal de immuunrespons versterken door andere cellen van het immuunsysteem vanuit het bloed naar de lokale infectie te brengen door de bloedvatdoorlaatbaarheid te vergroten.
Mestcellen lijken sterk op basofiele granulocyten (een type witte bloedcellen).
Mestcellen zijn echter nog niet volgroeid wanneer zij het beenmerg verlaten, maar rijpen pas nadat ze zich in het weefsel vastgehecht hebben. De mestcel heeft dus één universele functie, maar is plaatsgebonden. In het beenmerg groeien de mestcellen onder de stimulans van IL-5 en GM-CSF. Deze stoffen zijn geproduceerd door Th-1 en Th-2, én ook door de mestcellen zelf.
Mestcellen spelen een belangrijke rol bij de IgE-gemedieerde allergische reactie ofwel type I overgevoeligheidsreactie (zie ook hierboven voor het mechanisme). Bij allergie zullen meer cytokines (oa. IL-5...) geproduceerd worden, dit is de dus een positieve feedback. Vroege behandeling is dus de boodschap. Bij mastocytose is sprake van een goedaardige ophoping van mestcellen, meestal in de huid.

## Overzichthematopoëtische stamcelrode beenmerg
| Hematopoëse            | Hematopoëse          | Hematopoëse            | Hematopoëse | Hematopoëse | Hematopoëse | Hematopoëse | Hematopoëse | Hematopoëse     | Hematopoëse    |
| ---------------------- | -------------------- | ---------------------- | ----------- | ----------- | ----------- | ----------- | ----------- | --------------- | -------------- |
| Leukopoëse             | Leukopoëse           | Leukopoëse             | Leukopoëse  | Leukopoëse  | Leukopoëse  | Leukopoëse  | Leukopoëse  | Erytropoëse     | Trombopoëse    |
| Myeloblast             | Myeloblast           | Myeloblast             | Monoblast   | Lymfoblast  | Lymfoblast  | Lymfoblast  |             | Pro-erytroblast | Megakaryoblast |
| Myeloblast             | Myeloblast           | Myeloblast             | Monoblast   | Lymfoblast  | Lymfoblast  | Lymfoblast  | Erytroblast |                 | Megakaryoblast |
| Myeloblast             | Myeloblast           | Myeloblast             | Monoblast   | Lymfoblast  | Lymfoblast  | Lymfoblast  | Normoblast  |                 | Megakaryoblast |
| Promyelocyt            | Promyelocyt          | Promyelocyt            | Monocyt     | Lymfocyt    | Lymfocyt    | Lymfocyt    | Reticulocyt | Megakaryocyt    |                |
| Neutrofiele granulocyt | Basofiele granulocyt | Eosinofiele granulocyt | Macrofaag   | B-cel       | T-cel       | NK-cel      | Mastocyt    | Erytrocyt       | Trombocyt      |